# مركز مزايا للأعمال
يتكون مزايا بزنس أفنيو من ثلاثة أبراج تجارية متطابقة في شارع الورود 3. تقع الأبراج على أطراف جزر جميرا وأبراج بحيرة الجميرا في دبي، الإمارات العربية المتحدة. تم تسمية الأبراج الثلاثة المتماثلة باسم مزايا بزنس أفينيو AA1 (5، شارع الورود 3)، مزايا بيزنس أفينيو بي بي 1 (7، شارع الورود 3) ومزايا بيزنس أفينيو بي بي 2 (9، شارع الورود 3). يبلغ ارتفاع جميع الأبراج 180 مترًا (591 قدم)، يتكون كل منها من 45 طابقًا وتضم في الغالب مؤسسات تجارية. منذ اكتمال المبنى في عام 2012، استقطب فوربس أكثر الشركات الناشئة الواعدة في الإمارات العربية المتحدة والشركات الناشئة الأكثر ابتكارًا في مركز دبي للسلع المتعددة بالإضافة إلى شركات المنطقة الحرة الرائدة في مركز دبي للسلع المتعددة. يشمل شاغلو البرج أيضًا الشركات متعددة الجنسيات والتكتلات العالمية والشركات المستقلة التي تعمل في العديد من الصناعات مثل جيكس لإصلاح الكمبيوتر ودعم تكنولوجيا المعلومات، خدمات تكنولوجيا المعلومات، اتصالات تكنولوجيا المعلومات، الهندسة المعمارية، الهندسة، التسويق، الإعلان، العلاقات العامة، السلع الاستهلاكية، التدريب، التوظيف، الشحن الدولي للشحن، الرقص المعاصر. تقع أقرب محطة مترو دبي إلى الأبراج على بعد 800 متر في أبراج بحيرات جميرا (مترو دبي). توجد العديد من المرافق المحلية على بعد أقل من 450 مترًا في أبراج بحيرة الجميرا بما في ذلك المطاعم والمقاهي والوجبات السريعة السريعة ومحلات السوبر ماركت ومركز الطباعة والحانة الأيرلندية.

## أنظر أيضا
- قائمة المباني الشاهقة في دبي

## روابط خارجية
- الموقع الرسمي